# Lùng Khấu Nhin
Lùng Khấu Nhin là một xã thuộc huyện Mường Khương, tỉnh Lào Cai, Việt Nam.

## Địa lý
Xã Lùng Khấu Nhin nằm ở phía đông của huyện Mường Khương và cách trung tâm huyện lỵ 12 km, có vị trí địa lý:
- Phía đông giáp huyện Si Ma Cai
- Phía nam giáp xã Cao Sơn
- Phía tây giáp xã Thanh Bình và xã Nấm Lư
- Phía bắc giáp xã Nấm Lư.

Sông Chảy là ranh giới tự nhiên của xã Lùng Khấu Nhin với xã Thào Chư Phìn thuộc huyện Si Ma Cai. Đây là một trong những xã vùng cao của huyện Mường Khương.
Các dân tộc trên địa bàn xã: Nùng (40 %), Dao, Tu Dí, Pa Dí, H'Mông,...

## Hành chính
Xã Lùng Khấu Nhin được chia thành 12 thôn: Na Cạp, Na Vang, Lùng Khấu Nhin 1, Lùng Khấu Nhin 2, Nậm Đó, Sín Lùng Chải A, Sín Lùng Chải B, Thải Giàng Chải, Ma Ngán A, Ma Ngán B, Chu Lìn Phố, Suối Thầu.

## Giao thông
Xã Lùng Khấu Nhin có đường 154 chạy qua.